# Stefan Petzner
Stefan Petzner (Tamsweg, 17 januari 1981) is een Oostenrijks politicus en de voormalige leider van de BZÖ. Na het overlijden van leider Jörg Haider nam Petzner deze taak voor slechts 10 dagen waar.

## Carrière
Petzner studeerde journalistiek aan de Universiteit van Klagenfurt en trad daar op als spreker van de Vrijheidsgezinde Studenten. In 2004 werd zijn talent opgemerkt door Haider, en kwam zijn carrière in een stroomversnelling terecht. Hij werd perswoordvoerder van de Landsregering van Karinthië en in juni 2006 BZÖ-leider. In juni 2008 werd hij samen met Martin Strutz door het BZÖ-Generaal-Secretariaat benoemd en leidden zij de succesvolle verkiezingscampagne van de BZÖ bij de verkiezingen van 2006 en 2008 waarbij de partij verdriedubbelde.
Na de plotselinge dood van Haider op 11 oktober 2008, werd Petzner op 12 oktober 2008 door de partijraad unaniem gekozen tot nieuwe partijchef. Stefan Petzner trad aan in zijn nieuwe ambt met de woorden "Es sind sehr große Schuhe, aber ich werde gehen, nicht fallen".

## Controversiële radio-interview
Op 22 oktober 2008 bekende Petzner in een radio-interview dat hij de/een minnaar was van de getrouwde Haider.  De 31 jaar jongere Petzner was zijn assistent en gedoodverfde opvolger. De twee zouden op de fatale avond ruzie gehad hebben op een feestje, waarna Haider zich ging bezatten in een homobar in Klagenfurt. Vervolgens verongelukte Haider met een veel te hoge snelheid. Het biseksuele dubbelleven van Haider was al een tijdje een publiek geheim, maar de bekentenis van Petzner had toch grote gevolgen. Haider had, als het om mannenliefde ging, een voorkeur voor jongere mannen, wat zijn partij de bijnaam 'Haiders jongenspartij' opleverde. Petzner werd per direct ontslagen als partijleider. De partij die als geen ander de traditionele familiewaarden wil belichamen, kon zich deze ideologische spreidstand niet veroorloven.
Kort na de dood van Haider benoemde de BZÖ Petzner tot zijn opvolger. Die deed heel wat stof opwaaien in Oostenrijk door in een radio-interview toe te geven dat hij al jarenlang de minnaar van Haider was geweest. "Ik kwam hem vijf jaar geleden tegen op een persconferentie. Ik voelde meteen een magische aantrekkingskracht voor hem. Wij werden verbonden door iets heel speciaals. Onze relatie ging al snel veel verder dan vriendschap. Hij was de man van mijn leven." Volgens Petzner had Haiders vrouw Claudia geen bezwaar tegen hun relatie. "Zij hield van hem als een vrouw, hij hield van haar als een man. Ik hield van hem op een heel andere en heel persoonlijke manier. Zij begreep dat." Dat wordt echter formeel tegengesproken door Petzners zuster. "Soms was Claudia jaloers omdat Jörg meer tijd met Stefan doorbracht dan met haar."
De BZÖ wist uiteraard van de relatie en probeerde krampachtig het interview nog tegen te houden. Tevergeefs. Eerst wilde de partij "de schade nog beperken" door Petzner op non-actief te zetten, maar al snel volgde de beslissing om de opvolger van Haider te ontslaan als partijleider wegens zijn controversiële bekentenis. In Oostenrijk was de biseksualiteit van Haider een publiek geheim. Tien jaar eerder doken de eerste geruchten op, maar Haider wilde zijn imago van family man niet verliezen en wilde vooral geen stemmen verliezen bij zijn conservatieve kiezers, die meer ophadden met het idee van een traditioneel gezin.
De Oostenrijkse media spaarden Haider al die tijd door niet te schrijven over het dubbelleven van de toppoliticus. Ook zijn politieke tegenstanders hebben er tijdens zijn leven nooit gebruik van gemaakt. Bij de laatste verkiezingen haalden de conservatief-liberale partijen samen liefst 30 procent van de stemmen. De nieuwe partijleider van de BZÖ werd Josef Bucher.

## Boek
BALAND Lionel, Jörg Haider le phénix. Histoire de la famille politique libérale et nationale en Autriche, Collection « Politica », Éditions des Cimes, Paris, 2012. ISBN 979-10-91058-02-5